# Dasysphinx ozora
Dasysphinx ozora är en fjärilsart som beskrevs av Druce 1883. Dasysphinx ozora ingår i släktet Dasysphinx och familjen björnspinnare. Inga underarter finns listade i Catalogue of Life.